# Talkhī
Talkhī är en ort i Iran.   Den ligger i provinsen Khorasan, i den nordöstra delen av landet, 700 km öster om huvudstaden Teheran. Talkhī ligger 1 297 meter över havet och antalet invånare är 404.
Terrängen runt Talkhī är platt åt nordväst, men åt sydost är den kuperad.Runt Talkhī är det ganska glesbefolkat, med 25 invånare per kvadratkilometer. Närmaste större samhälle är Kat, 18,9 km söder om Talkhī. Trakten runt Talkhī består i huvudsak av gräsmarker.